# Де Сильги, Ив-Тибо
Ив-Тибо де Сильги (фр. Yves-Thibault de Silguy; род. 22 июля 1948, Рен) — французский и европейский политик, европейский комиссар по экономическим и финансовым делам (1995—1999).

## Биография
Родился 22 июля 1948 года в городе Рен, Франция. Учился в Институте политических исследований в Париже, а затем окончил Национальную школу администрации.
До перехода на работу в Европейскую комиссию в 1995 году, де Сильги работал главным советником по делам Европейского союза при премьер-министре Эдуаре Балладюре с 1993 года. Во время своего пребывания на посту комиссара он контролировал процесс перехода страны на евро.
После отставки комиссии Жака Сантера, Франция не выдвигала кандидатуру де Сильги на пост комиссара повторно.
В 2000 году де Сильги стал членом исполнительного совета компании Suez, а позже занимал пост её главного исполнительного директора с 2001 по 2003 год. Затем он был исполнительным вице-президентом компании с 2003 по июнь 2006 года.
Кроме того, де Сильги известен своей работой в российском Банке ВТБ, независимым членом наблюдательного совета которого он является с 2013 года. С 2009 года де Сильги является независимым членом совета директоров французской компании LVMH, а в 2006—2010 годах председательствовал в совете директоров компании Vinci.